# Leucophora dorsalis
Leucophora dorsalis este o specie de muște din genul Leucophora, familia Anthomyiidae. A fost descrisă pentru prima dată de Stein în anul 1916. Conform Catalogue of Life specia Leucophora dorsalis nu are subspecii cunoscute.